# أراسيلي نافارو
أراسيلي نافارو (بالإسبانية: Araceli Navarro)‏ هي مبارزة بالسيف إسبانية، ولدت في 9 أغسطس 1989 في مدريد في إسبانيا.

## وصلات خارجية
- أراسيلي نافارو على موقع الاتحاد الدولي للمبارزة (الإنجليزية)
- أراسيلي نافارو على موقع الاتحاد الأوروبي للمبارزة (الإنجليزية)
- أراسيلي نافارو على موقع اللجنة الأولمبية الدولية (الإنجليزية)
- أراسيلي نافارو على موقع أوليمبيديا (الإنجليزية)